# 2 (Album)
2 ist das 2011 veröffentlichte zweite Studioalbum der Rockband Black Country Communion.

## Entstehung
Bereits vor Veröffentlichung ihres im September 2010 erschienenen nach ihnen selbst benannten Debütalbums hatten die Mitglieder der Band begonnen, Songs für ihr zweites Album zu schreiben. Als Produzent fungierte erneut Kevin Shirley. Das Album wurde am 10. Juni 2011 in Deutschland veröffentlicht und enthält elf Titel. Bereits vorab veröffentlichte die Gruppe das Lied The Outsider als Downloadversion auf ihrer Website. Am 7. Mai 2011 wurden die Single Man in the Middle sowie ein dazugehöriger Videoclip veröffentlicht.
Die Titel wurden nicht, wie heute überwiegend üblich, Spur für Spur aufgenommen, sondern von der ganzen Gruppe gemeinsam im Studio eingespielt. Das Schlagzeug wurde für dieses Album in einem großen Raum aufgebaut und ohne technische Maßnahmen (Samples) aufgenommen. Produzent Shirley wollte einen „Bonham-Sound“ erreichen, also einen Klang, der stark an Led Zeppelin angelehnt ist.

## Titelliste
1. 4:23 – The Outsider – Hughes, Bonamassa, Sherinian, Shirley
2. 4:35 – Man in the Middle – Hughes, Bonamassa, Shirley
3. 5:10 – The Battle for Hadrian’s Wall – Bonamassa, Hughes, Shirley
4. 7:43 – Save Me – Bonham, Blackwell, Bonamassa, Sherinian, Hughes, Shirley
5. 5:10 – Smokestack Woman – Hughes
6. 5:11 – Faithless – Hughes, Bonamassa, Shirley
7. 7:58 – An Ordinary Son – Bonamassa, Hughes, Shirley
8. 4:11 – I Can See Your Spirit – Hughes, Bonamassa, Shirley
9. 6:58 – Little Secret – Hughes
10. 6:03 – Crossfire – Hughes
11. 6:53 – Cold – Hughes, Bonamassa, Shirley

## Rezeption
Rocks schrieb:

„Highlights? Die LP ist voll davon. Das tragende ›Cold‹ etwa schwillt zum Pendant des Übertraums ›Songs of Yesterday‹ vom Debüt. ›Smokestack Woman‹ vereint Orgelgrollen mit leichtfüßigerem Zeppelin-Groove und ›The Battle for Hadrian’s Wall‹ mit der Folk-Seite von Plant, Page & Co. ›2‹ setzt Maßstäbe im modernen Classic Rock: durch und durch furios.“

Rocks – Das Magazin für Classic Rock wählte 2 in seine Liste der „Alben des Jahres 2011“.

## Chartplatzierungen
Das Album konnte sich bereits zwei Wochen nach seiner Veröffentlichung in den britischen Album-Charts etablieren; in den „UK Top 40 Rock Album“-Charts erreichte es auf Anhieb Platz 1
| ChartsChartplatzierungen       | Höchstplatzierung | Wochen |
| ------------------------------ | ----------------- | ------ |
| Deutschland (GfK)              | 7 (7 Wo.)         | 7      |
| Österreich (Ö3)                | 17 (2 Wo.)        | 2      |
| Schweiz (IFPI)                 | 15 (4 Wo.)        | 4      |
| Vereinigte Staaten (Billboard) | 71 (2 Wo.)        | 2      |
| Vereinigtes Königreich (OCC)   | 23 (3 Wo.)        | 3      |